# Лісорозроботки
Лісорозробо́тки (рос. Лесоразработки) — селище у складі Сєровського міського округу Свердловської області.
Населення — 9 осіб (2010, 13 у 2002).
Національний склад населення станом на 2002 рік: росіяни — 92 %.